# Морозов Анатолій Миколайович
Анатолій Миколайович Морозов (рос. Анатолий Николаевич Морозов; нар. 16 грудня 1937, Москва, СРСР — пом. 29 листопада 2008, Москва, Росія) — радянський російський футболіст, захисник. Майстер спорту СРСР (1963). Син футболіста Миколи Морозова.

## Життєпис
Вихованець московської ФШМ-2. Грав у дублях «Спартака» і ЦБЧА / ЦСК МО. Дорослу футбольну кар'єру розпочав 1958 року у СКВО Львів, за яке відіграв два сезони. У 1960 році перейшов у «Шинник» (Ярославль), де грав до 1967 року. Футбольну кар'єру завершив у раменському «Сатурні», у складі якого виступав 1968 року.
У першій групі класу «А» зіграв 20 матчів у сезоні 1964 років.
Брат Віталій (1936-2010) також був футболістом.